# هوچو اوتسوکا
هوچو اوتسوکا (انگلیسی: Hōchū Ōtsuka; ۱۹ مهٔ ۱۹۵۴ – ) صداپیشه اهل ژاپن بود. وی از سال ۱۹۷۶ میلادی تاکنون مشغول فعالیت بوده‌است.